# ストリーニョ
ストリーニョ（イタリア語: Strigno）は、イタリア共和国トレンティーノ＝アルト・アディジェ州トレント自治県カステル・イヴァーノにある分離集落（フラツィオーネ）。
かつては独立の自治体（コムーネ）であったが、2016年1月1日に近隣のスペーラ、ヴィッラ・アニェードと合併し、新自治体の一部となった。

## 地理

### 位置・広がり
トレント自治県南東部に位置するコムーネ。ボルゴ・ヴァルスガーナから東北東へ5km、県都トレントから東へ31kmの距離にある。

#### 隣接コムーネ
コムーネとしてのストリーニョは、以下のコムーネと隣接していた。
- ピエーヴェ・テジーノ
- スクレッレ
- ビエーノ
- サモーネ
- スペーラ
- イヴァーノ＝フラチェーナ
- ヴィッラ・アニェード

## 行政

### Comunita di valle
トレント自治県が設置した広域行政組織 Comunita di valle 「ヴァルスガーナ・エ・テジーノ」 (it:Comunita Valsugana e Tesino) （事務所所在地: ボルゴ・ヴァルスガーナ）に属する。

## 住民

### 言語
| 少数言語話者の割合（2011年） | 少数言語話者の割合（2011年） | 少数言語話者の割合（2011年） | 少数言語話者の割合（2011年） | 少数言語話者の割合（2011年） |
| ---------------------------- | ---------------------------- | ---------------------------- | ---------------------------- | ---------------------------- |
|                              |                              |                              |                              |                              |
| ラディン語                   | ラディン語                   |                              | 0.5%                         | 0.5%                         |
| モケーニ語                   | モケーニ語                   |                              | 0.0%                         | 0.0%                         |
| チンブロ語                   | チンブロ語                   |                              | 0.0%                         | 0.0%                         |

2011年10月9日に行われた国勢調査によれば、若干のラディン語話者がいる。